# Битка при Тиатира
Битката при Тиатира (на латински: Thyatira) се провежда през 366 г. при Тиатира, Фригия (днес Акхисар в Турция), между войската на римския император Валент и войската на узурпатора Прокопий, ръководена от неговия генерал Гомоарий (Gomoarius).
Завършва с победа на Валент.